# Палос Вердес Естејтс (Калифорнија)
Палос Вердес Естејтс (енгл. Palos Verdes Estates) град је у америчкој савезној држави Калифорнија. По попису становништва из 2010. у њему је живело 13.438 становника.

## Демографија
Према попису становништва из 2010. у граду је живело 13.438 становника, што је 98 (0,7%) становника више него 2000. године.
| Група             | 2000.          | 2010.         |
| Белци             | 10.155 (76,1%) | 9.868 (73,4%) |
| Афроамериканци    | 132 (1,0%)     | 161 (1,2%)    |
| Азијати           | 2.286 (17,1%)  | 2.322 (17,3%) |
| Хиспаноамериканци | 378 (2,8%)     | 631 (4,7%)    |
| Укупно            | 13.340         | 13.438        |